# 吉水駅

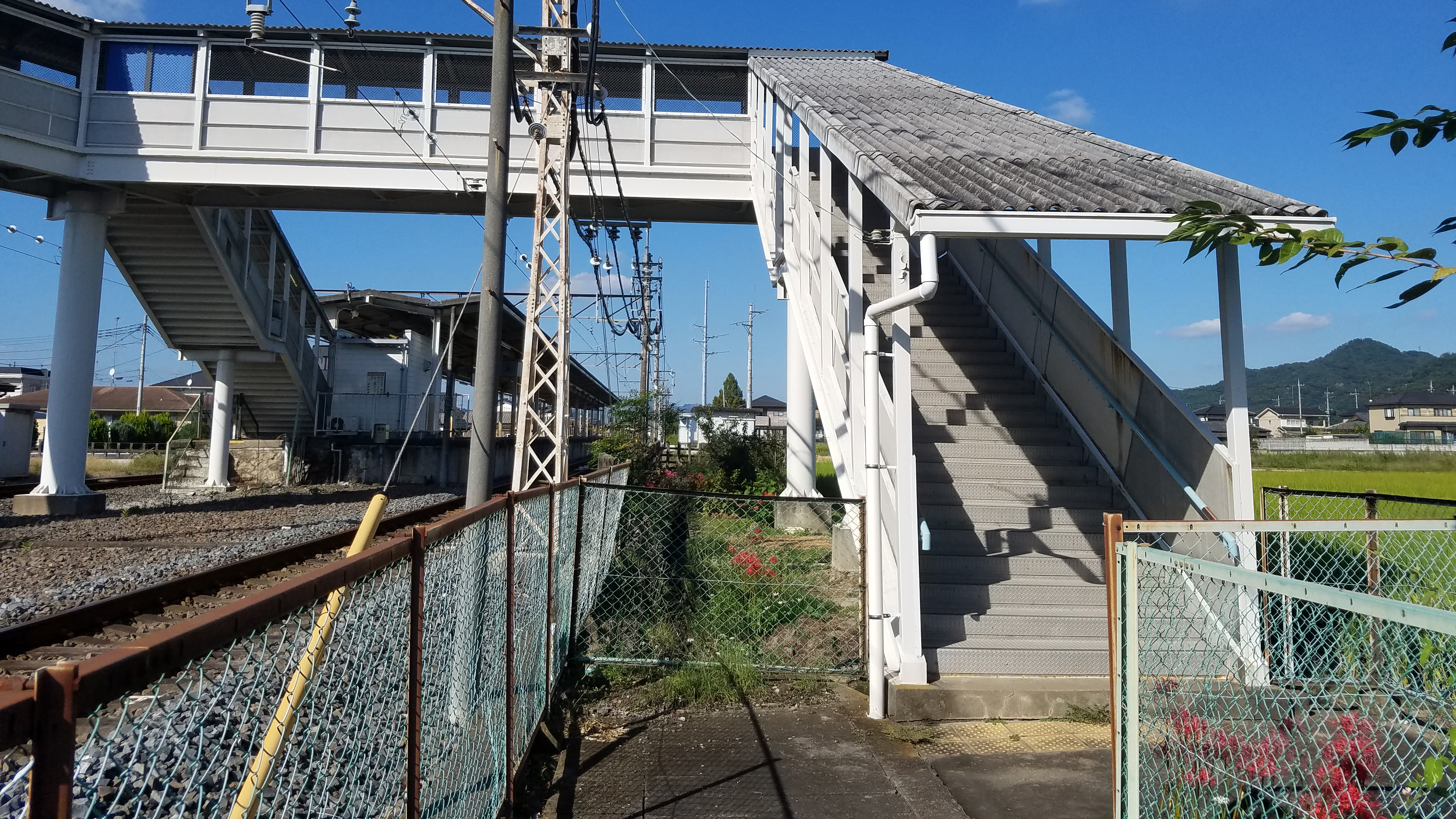
東口（2021年9月）

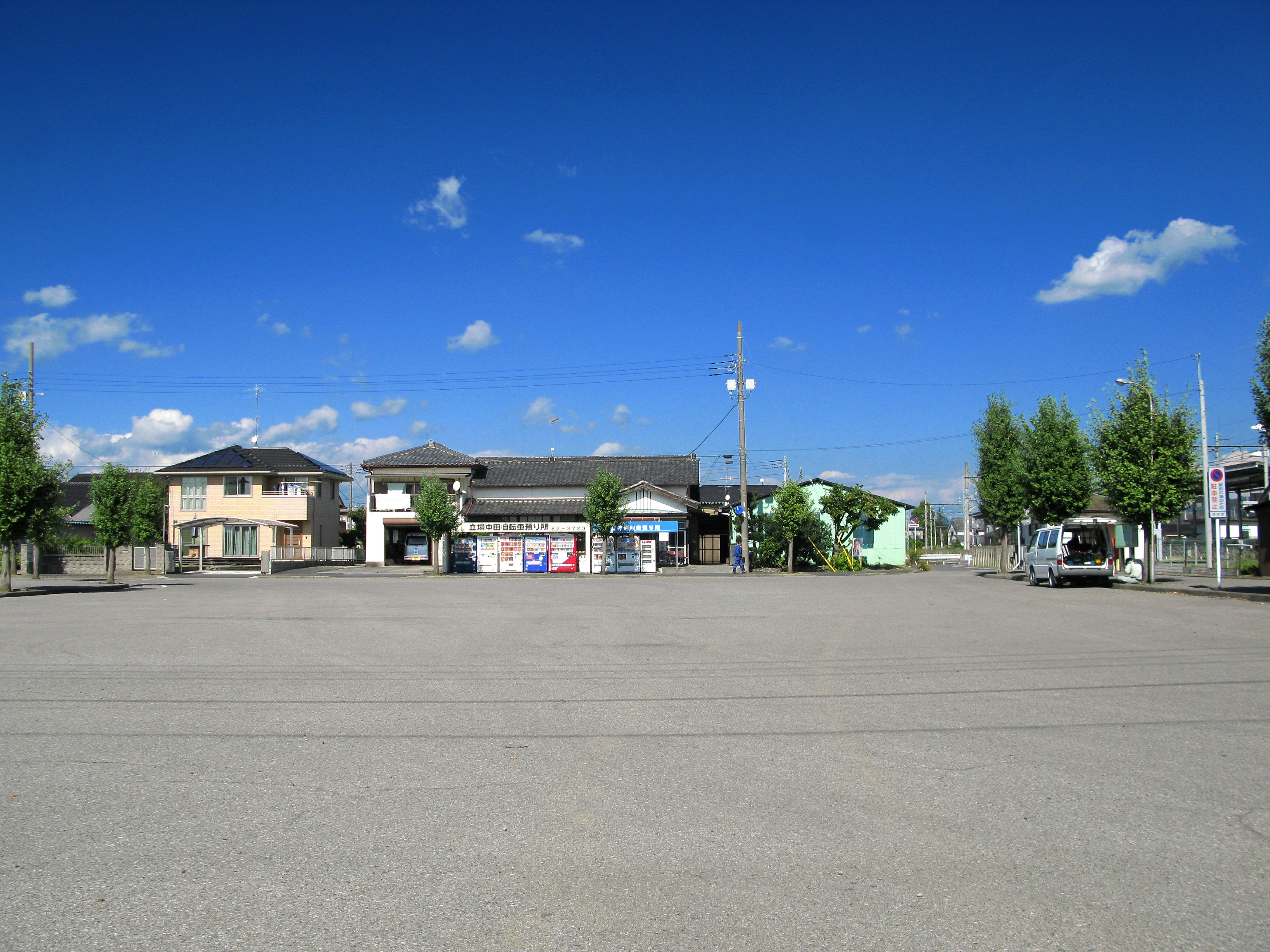
駅前広場（2012年10月）

吉水駅（よしみずえき）は、栃木県佐野市新吉水町にある東武鉄道佐野線の駅。駅番号はTI 36。

## 歴史
- 1889年（明治22年）
  - 6月23日：安蘇馬車鉄道の（仮）葛生 - 当駅間開業とともに開業[2]。
  - 8月10日：当駅 - 佐野間が開業[2]。
- 1894年（明治27年）3月20日：馬車鉄道廃止。佐野鉄道の駅として改めて（旧）吉水駅を開業[1]。
- 1912年（明治45年）3月30日：東武鉄道が佐野鉄道を合併したことに伴い、同社の佐野線の駅となる[1]。
- 1915年（大正4年）
  - 2月1日：（旧）吉水駅を1.3マイル（約2.1 km）佐野寄りに移転し堀米駅に改称[3]。
  - 7月1日：（現）吉水駅開業[4][1][注釈 1][注釈 2]。
- 1974年（昭和49年）8月17日：駅無人化[7][8]（簡易委託開始）。
- 1989年（平成元年）：旧2番線を撤去し、ホームを東側に拡張して待避線を2番線に転用。
- 時期不明 - 簡易委託解除。

## 駅構造
島式ホーム1面2線を有する地上駅で、佐野側の線路の東西に出入口があり、ホームとは跨線橋で連絡している。かつては東口寄りに待避線が存在したが、ホームの拡張のために旧2番線が撤去され、待避線が現在の2番線に転用された。
PASMO簡易改札機が設置されている。無人駅であるが、かつては2箇所の自転車預かり所で乗車券が発売されていた。

### のりば
| 番線 | 路線   | 方向 | 行先     |
| ---- | ------ | ---- | -------- |
| 1    | 佐野線 | 下り | 葛生方面 |
| 2    | 佐野線 | 上り | 館林方面 |

## 利用状況
2024年度の1日平均乗降人員は554人である。無人駅であるが、佐野市内の駅では佐野駅に次いで2番目に多い。ここ数年は減少傾向が続いており、2012年度に千人を下回ったが、翌年度以降は僅かながら回復傾向にある。石塚町にある佐野日本大学学園の付属高校と中学校、出流原町の佐野松桜高等学校の最寄り駅であることが、利用者の多さに影響している。
近年の1日平均乗降人員の推移は下表の通りである｡
| 年度               | 1日平均 乗降人員 | 出典       |
| ------------------ | ---------------- | ---------- |
| 2001年（平成13年） | 1,915            |            |
| 2002年（平成14年） | 1,797            |            |
| 2003年（平成15年） | 1,581            |            |
| 2004年（平成16年） | 1,479            |            |
| 2005年（平成17年） | 1,459            |            |
| 2006年（平成18年） | 1,533            |            |
| 2007年（平成19年） | 1,600            |            |
| 2008年（平成20年） | 1,334            |            |
| 2009年（平成21年） | 1,223            |            |
| 2010年（平成22年） | 1,084            |            |
| 2011年（平成23年） | 1,053            |            |
| 2012年（平成24年） | 997              |            |
| 2013年（平成25年） | 1,073            |            |
| 2014年（平成26年） | 1,101            |            |
| 2015年（平成27年） | 1,082            |            |
| 2016年（平成28年） | 1,077            |            |
| 2017年（平成29年） | 1,104            |            |
| 2018年（平成30年） | 1,066            |            |
| 2019年（令和元年） | 994              |            |
| 2020年（令和02年） | 808              |            |
| 2021年（令和03年） | 871              | [ 東武 2 ] |
| 2022年（令和04年） | 797              | [ 東武 3 ] |
| 2023年（令和05年） | 640              | [ 東武 4 ] |
| 2024年（令和06年） | 554              | [ 東武 1 ] |

## 駅周辺
- 田沼吉水駅前郵便局
- 道の駅どまんなか たぬま
- 佐野日本大学学園
  - 佐野日本大学高等学校
  - 佐野日本大学中等教育学校

## バス路線
最寄りのバス停は「吉水駅入口西」停留所であり、下記の各路線が発着する。
| 停留所       | 運行事業者                          | 系統                   | 行先                         |
| ------------ | ----------------------------------- | ---------------------- | ---------------------------- |
| 吉水駅入口西 | 佐野市生活路線バス （さーのって号） | 田沼葛生線5系統・6系統 | 葛生駅南バス回転場 ／ 佐野駅 |

## 隣の駅
東武鉄道
 佐野線
堀米駅 (TI 35) - 吉水駅 (TI 36) - 田沼駅 (TI 37)